# Gymnogramma asplenioides
Gymnogramma asplenioides là một loài dương xỉ trong họ Pteridaceae. Loài này được Sw. mô tả khoa học đầu tiên năm 1817.
Danh pháp khoa học của loài này chưa được làm sáng tỏ. 